# Gondenans-les-Moulins
Gondenans-les-Moulins é uma comuna francesa na região administrativa de Borgonha-Franco-Condado, no departamento de Doubs. Estende-se por uma área de 3,93 km². Em 2010 a comuna tinha 73 habitantes (densidade: 18,6 hab./km²).